# Johann Marmor
Johann Marmor Taufname Johann(es) Fidelis Nikolaus Marmor (* 26. März 1804 in Petershausen; † 12. Dezember 1879 in Konstanz) war ein Arzt, Archivar, Historiker und Heimatforscher.

## Leben
Marmor war der Sohn des Müllers Johann Georg Marmor und der Anna Maria Weber. Nach dem Studium der Medizin in Heidelberg und Wien ließ er sich 1831 als praktischer Arzt in Konstanz nieder. Sein Hauptinteresse galt der Konstanzer Geschichte, der er sich seit seiner Bestellung zum Stadtarchivar 1859 beruflich widmen konnte. Marmor gehörte 1868 zu den Gründern des Vereins für Geschichte des Bodensees und seiner Umgebung und vertrat im Vorstand das Großherzogtum Baden. Obwohl seine Vermögensverhältnisse bescheiden waren, förderte Marmor soziale Einrichtungen wie einen „Hilfsverein für Rettung sittlich verwahrloster Kinder“. 1861 verhinderten Stadtrat Ludwig Leiner und Archivrat Johann Marmor erneut einen Vorstoß der Stadt Konstanz, den Rheintorturm abzubrechen.

## Ehrungen
- Im Stadtteil Paradies wurde ihm zu Ehren eine Straße benannt.

## Veröffentlichungen (Auswahl)
- Kurze Geschichte der kirchlichen Bauten und deren Kunstschätze auf der Insel Reichenau. Konstanz (1873) Digitalisat
- Urkunden-Auszüge zur Geschichte der Stadt Konstanz vom Jahre 1155 bis zum Jahr 1406. Lindau (1873)
- St. Blasien auf dem Schwarzwalde und seine Umgebungen in topographischer, geschichtlicher und naturgeschichtlicher Beziehung: Mit Kärtchen und Ansichten. Konstanz (1872); urn:nbn:de:bvb:12-bsb11005645-7
- Geschichte der Stadt Konstanz, mit besonderer Berücksichtigung der Sitten- und Kulturgeschichte. Konstanz (1871); archive.org.
- Führer durch die Insel Mainau und deren Geschichte. Konstanz (1865)
- Geschichtliche Topographie der Stadt Konstanz und ihrer nächsten Umgebung, mit besonderer Berücksichtigung der Sitten- und Kulturgeschichte derselben. Konstanz (1860); urn:nbn:de:bvb:12-bsb10020404-1
- Das Konzil von Konstanz in den Jahren 1414–1418. Nach Ulrich von Richentals handschriftlicher Chronik bearbeitet. 2. Auflage, Konstanz (1864) Digitalisat
- Führer durch das alte und neue Konstanz für Heimische und Fremde. Aus handschriftlichen Quellen des hiesigen Stadt- und Spital-Archives, aus eigener Anschauung und aus mündlichen und schriftlichen Ueberlieferungen bearbeitet. Jacob Stadler Vlg., Konstanz, 1857.
- Neuer Führer durch die Stadt Konstanz und deren Umgebung. Mit einer kurzen Geschichte und einem Plane der Stadt. Bearbeitet von J. Marmor, prakt. Arzt. Ludwig Magg Vlg., Konstanz, 1864.
- Urkunden-Auszüge zur Geschichte der Stadt Konstanz. Nachtrag 1283–1579. In: Schriften des Vereins für Geschichte des Bodensees. Band 9, 1878, Anhang S. 223–239 Digitalisat
- Zur Geschichte des Bisthums Constanz. In: Freiburger Diözesanarchiv. Band 11, 1877, S. 306–313 Digitalisat
- Das städtische Archiv in Konstanz. In: Archivalische Zeitschrift. Band 2, 1877, S. 227–240.
- Urkundliche Beiträge zu einer Geschichte des Hegaus und seiner Grafen. In: Schriften des Vereins für Geschichte des Bodensees und seiner Umgebung. Band 7, 1876, S. 20–43.
- Urkunden-Auszüge zur Geschichte der Stadt Konstanz. IV. Reihe 1500–1808. In: Schriften des Vereins für Geschichte des Bodensees und seiner Umgebung. Band 7, 1876, Anhang S. 147–222.
- Zur Geschichte des Bisthums Constanz. Auszüge aus den „Collectaneen“ des Christoph Schulthaiss. In: Freiburger Diözesanarchiv. Band 10, 1876, S. 346–351. Digitalisat
- Urkunden-Auszüge zur Geschichte der Stadt Konstanz. III. Reihe 1452–1499. In: Schriften des Vereins für Geschichte des Bodensees und seiner Umgebung. Band 6, 1875, Anhang S. 89–146. Digitalisat
- Constanzer Bisthumschronik von Christoph Schulthaiß. Beilage: Bischof Heinrich III. und die Stadt Constanz. In: Freiburger Diözesanarchiv. Band 8, 1874, S. 1–101, S. 368–374. Digitalisat
- Urkunden-Auszüge zur Geschichte der Stadt Konstanz. II. Reihe 1406–1452. In: Schriften des Vereins für Geschichte des Bodensees und seiner Umgebung. Band 5, 1874, Anhang S. 45–88. Digitalisat
- Urkunden-Auszüge zur Geschichte der Stadt Konstanz. I. Reihe 1155–1406. In: Schriften des Vereins für Geschichte des Bodensees und seiner Umgebung. Band 4, 1873, Anhang S. 1–44. Digitalisat
- Bischof Heinrich von Brandis und die Stadt Constanz. In: Freiburger Diözesanarchiv. Band 8, 1874, S. 368–374. Digitalisat
- Ulrich von Richtental und seine Concilschronik. In: Freiburger Diözesanarchiv. Band 7, 1873, S. 133–144. Digitalisat
- Die Beziehungen der Stadt Constanz zu der Eidgenossenschaft während des Mittelalters (1259–1520). Urkunden und Akten aus dem Stadtarchiv Constanz. In: Archiv für Schweizerische Geschichte. Band 18, 1873, S. 111–189. Digitalisat – Auch als Separatdruck unter dem Titel: Beiträge zur Geschichte der Stadt Constanz, vornehmlich ihre Beziehungen zu der Eidgenossenschaft betreffend (1259–1520). Zürich, 1872. Digitalisat
- Das Kaufhaus in Konstanz und die darin abgehaltene Papstwahl. In: Schriften des Vereins für Geschichte des Bodensees und seiner Umgebung. Band 3, 1872, S. 40–48. Digitalisat
- Zur Geschichte des Domschatzes des vormaligen Hochstiftes Constanz. In: Freiburger Diözesanarchiv. Band 6, 1871, S. 231–240. Digitalisat
- Nachrichten über Ulrich von Richental, Verfasser der Conzilschronik. In: Korrespondenzblatt des Gesamtvereins der Deutschen Geschichts- und Alterthums-Vereine. Band 13, 1865, S. 52–53.
- Über mittelalterliche Künstler in Constanz. In: Korrespondenzblatt des Gesamtvereins der Deutschen Geschichts- und Alterthums-Vereine. Band 13, 1865, S. 55–60.
- Einiges aus der Entwicklungsgeschichte der Stadt Constanz. In: Korrespondenzblatt des Gesamtvereins der Deutschen Geschichts- und Alterthums-Vereine. Band 12, 1864, S. 70–75.
- Die Übergabe der Stadt Konstanz an’s Haus Österreich im Jahre 1548. In: Sitzungsberichte. Akademie der Wissenschaften in Wien, Philosophisch-Historische Klasse. Band 47/4, 1864, S. 278–314; urn:nbn:de:bvb:12-bsb10020405-6
- Die Zunftempörungen in Constanz. Nach den Quellen. In: Badenia.  N. F., Band 2, 1862, S. 549–571. Digitalisat
- Entstehung und Fortbildung des Raths in Konstanz. Zur Geschichte des süddeutschen Städtewesens. In: Zeitschrift für deutsche Kulturgeschichte. Band 4, 1859, S. 251–254.
- Über die Wappen und Sigille der Stadt Constanz. In: Anzeiger für Kunde der deutschen Vorzeit, N. F., Band 5, 1858, S. 12–151.